# Juan Carlos Campo
Juan Carlos Campo Moreno (Osuna, Sevilla, 17 de octubre de 1961) es un magistrado, escritor y político español que desde 2023 se desempeña como magistrado del Tribunal Constitucional. Con anterioridad, sirvió como ministro de Justicia entre 2020 y 2021, como secretario de Estado de Justicia entre 2009 y 2011, y como vocal del Consejo General del Poder Judicial entre 2001 y 2008.

## Primeros años y educación
Juan Carlos Campo nació en la localidad sevillana de Osuna el 17 de octubre de 1961, hijo de un abogado vallisoletano. Licenciado en Derecho en 1984 por la Universidad de Cádiz, ingresó en la carrera judicial en 1987. Pasó a la categoría de magistrado en 1989.  Desde 1997 es Doctor en Derecho, por la Universidad de Cádiz.

## Magistratura
Destinado al Juzgado de Distrito de Sanlúcar de Barrameda, ha ejercido también en el Juzgado de Distrito número 2 de Cádiz y en el Juzgado de lo Penal número 5 de Cádiz, con sede en Jerez de la Frontera. En 1991 pasó a la Sección Segunda de la Audiencia Provincial de Cádiz. Entre 2001 y 2008, fue nombrado, a propuesta del PSOE, vocal del Consejo General del Poder Judicial.

## Carrera política
Fue director general de Relaciones con la Administración de Justicia de la Junta de Andalucía (1997-2001). En febrero de 2009 fue nombrado secretario de Estado de Justicia, en sustitución de Julio Pérez. Mantuvo el puesto hasta el final de la IX Legislatura, en 2011. 
En noviembre de 2014, fue nombrado en la Junta de Andalucía Secretario General de Relaciones con el Parlamento.
Fue uno de los candidatos propuestos por el PSOE en el Senado para cubrir una de las vacantes de magistrado en la renovación del Tribunal Constitucional, aunque finalmente no resultó elegido.
En las elecciones generales de 2015, concurrió en el tercer puesto por la lista del PSOE en la circunscripción de Cádiz y resultó elegido. Fue reelegido en las elecciones generales de 2019.
Como parlamentario, Campo ha formado parte de las comisiones Constitucional, de Interior, y de Justicia, en la XI, XII y XIII legislatura, siendo además portavoz del Grupo Socialista en esta última y vocal suplente de la Diputación Permanente, así como vicepresidente primero de la Comisión de Calidad Democrática, Contra la Corrupción y para las Reformas Institucionales y Legales, vicepresidente segundo de la Comisión de investigación sobre la actuación del ministro Jorge Fernández Díaz, miembro de la Comisión de Seguimiento y Evaluación de los Acuerdos del Pacto de Estado contra la Violencia de Género, miembro de la Comisión para el estudio del modelo policial del siglo XXI, y miembro de la Subcomisión de estudio y definición Estrategia Nacional Justicia en la XII legislatura. Asimismo, en la XII legislatura fue ponente de diversos proyectos legislativos.
En diciembre de 2019, el Consejo General de Procuradores Españoles le otorgó, por unanimidad, el Premio Excelencia y Calidad.

## Ministro de Justicia
El 13 de enero de 2020 fue nombrado ministro de Justicia en el segundo gobierno de Pedro Sánchez, en sustitución de Dolores Delgado.
Campo, que en diversas ocasiones manifestó su deseo de reformar el servicio público de justicia, presentó a mediados de febrero su propuesta. En coherencia con ello, a principios de marzo el ministro presentó al Consejo de Ministros una profunda del Departamento de Justicia, que supuso un cambio total de las denominaciones de los órganos del Ministerio, así como una redistribución de competencias. El cambio más destacado fue la modificación de la dominación de la Dirección General de los Registros y del Notariado que, por primera vez desde 1909, cambiaba su nombre pasando a llamarse Dirección General de Seguridad Jurídica y Fe Pública, y pasaba a depender de la Secretaría de Estado de Justicia.
Al final de su mandato, el Gobierno aprobó unos polémicos indultos parciales a los condenados por el proceso secesionista catalán.
Tras su cese como ministro en julio de 2021, se reincorporó a la judicatura, integrándose en la Sección Penal de la Audiencia Nacional.

## Magistrado del Tribunal Constitucional
El 29 de noviembre de 2022, se hizo público que iba a ser el candidato a magistrado del Tribunal Constitucional, junto con la catedrática Laura Díez Bueso, a propuesta del Gobierno. Esta propuesta fue criticada por Unidas Podemos, el otro partido que conformaba el Gobierno, así como por la oposición.
El 28 de diciembre de 2022 el Consejo General del Poder Judicial nombró a sus dos magistrados por lo que al día siguiente, el Tribunal Constitucional dio el visto bueno de los cuatro candidatos.
El 31 de diciembre de 2022 prometió su cargo ante el rey Felipe VI. Tomó posesión formalmente, junto con los otros tres magistrados, el 9 de enero de 2023 en un acto público en la sede del Alto Tribunal.

## Obras
- Arrepentimiento postdelictual. Madrid, Editorial General del Derecho, 1995.
- Represión penal del terrorismo. Una visión jurisprudencial. Madrid, Editorial General del Derecho, 1997.
- Los actos preparatorios punibles. Valencia, Tirant lo Blanch, 2000.
- El Estado autonómico, también en Justicia. Valencia, Tirant lo Blanch, 2005.
- Comentarios a la reforma del Código Penal en materia de terrorismo: La L.O.2/2015. Valencia, Tirant lo Blanch, 2015.

## Distinciones y condecoraciones
- Gran Cruz de la Orden de San Raimundo de Peñafort (2009).
- Gran Cruz de la Real Orden de Carlos III (2021)[23]